# Cinq par jour
Cinq par jour est une campagne nationale suisse qui est destinée à encourager à la consommation de fruits et de légumes. Elle a été lancée le 5 novembre 2001.
Ses objectifs sont le bien-être et la santé de la population. Le concept est de montrer aux gens comment augmenter la consommation journalière de fruits et de légumes.
En bref, l'idée de la campagne est qu'il faut consommer cinq portions de fruits ou légumes par jour pour avoir une alimentation saine.

## Licence
Il est possible pour les entreprises commercialisant des fruits et légumes d'obtenir la licence « 5 par jour » afin de l'utiliser dans leur communication.

## Organisations responsables de la campagne
Les organismes responsables de l'initiative « 5 par jour » sont les suivants :
- Ligue suisse contre le cancer
- Office fédéral de la santé publique
- Promotion Santé Suisse

## Liens